# بحيرة ألكاجا
بحيرة ألكاجا (وتعني بحيرة البياض والسواد) هي إحدى بحيرات بيرو والتي تقع في منطقة باسكو، بين إقليم دانيال ألسيديس كاريون، في مديرية الطوسي، وإقليم باسكو، في مديرية سيمون بوليفار. وتبعد البحيرة 12 كم عن سيرو دي باسكو.